# Сурдегис
Сурдегис (лит. Surdegis) — местечко в Аникщяйском районе Утенского уезда на северо-востоке Литвы. Находится в 38 километрах от Паневежиса.

## Достопримечательности
Расположен старейший в Европе православный Сурдегский Свято-Духов монастырь. Часть монастыря занимает католический приход.

## Население
| Численность населения в Сурдегисе | Численность населения в Сурдегисе | Численность населения в Сурдегисе |
| 2011                              | 2016                              | 2019                              |
| --------------------------------- | --------------------------------- | --------------------------------- |
| 75                                | ↘68                               | ↗89                               |

## Известные жители и уроженцы
- Альгимантас Масюлис — советский и литовский актёр театра и кино.